# Meriones vinogradovi
Meriones vinogradovi là một loài động vật có vú trong họ Chuột, bộ Gặm nhấm. Loài này được Heptner mô tả năm 1931.